# РС-82/РС-132
РС-82 и РС-132 са съветски неуправляеми реактивни снаряди с калибър съответно 82 мм и 132 мм от периода на Втората световна война. Създадени през 30-те години на 20 в., първоначално са предназначени да бъдат използвани в качеството им на авиационно въоръжение, като по-късно на тяхна база се създават легендарните реактивни системи за залпов огън „Катюша“.

## Създаване
Първият проект на реактивен снаряд с твърдогоривен двигател е създаден още през 1919 г. от Н. И. Тихомиров. През 1921 г. се създава лаборатория, в която се разработват изобретенията на инж. Тихомиров, като самият той е неин ръководител. Малко по-късно тя е преименувана в Газодинамическа лаборатория (ГДЛ).
За гориво на разработваните снаряди се използва бездимен пироксилинов барут, но в началото конструкторите са блъскват с трудности, причинени от използването на летливите разтворители за барута, които водят до нестабилното му горене. Това продължава до 1924 г., когато един от конструкторите - В. А. Артемиев предлага като разтворител да се използва тротил. Стабилното горене на пироксилино-тротиловия барут позволява през 1928 г. да бъде успешно изпитана първата ракета, която прелетява 1300 м. Нейни създатели са Н. И. Тихомиров и В. А. Артемиев.
След смъртта на Тихомиров през 1930 г., мястото му е заето от Б. С. Петропавловски, под чието ръководство създаването на първите съветски реактивни снаряди е доведено докрай. По това време се използват барутни пресовки с диаметър 24 мм. Ако седем такива пресовки бъдат поставени в цилиндрична горивна камера, то нейният вътрешен диаметър е 72 мм, а външният (калибърът), с удвоената дебелина (5 мм) на камерата – 82 мм. А при горивна камера за 19 пресовки диаметрите са съответно 122 и 132 мм. Така са избрани калибрите на първите съветски реактивни снаряди.
През 1932 г. са проведени първите стрелби с РС-82 (РС – Реактивен Снаряд) от изтребител И-4 по наземни цели, които са признати за удовлетворителни. В началото съществува известен проблем с неустойчивия полет на снарядите, но В. Артемиев предлага да им се постави оперение, което излиза извън тялото на снаряда и този проблем е преодолян. Поставени са по четири стабилизатора, чийто размах при РС-82 е 200 мм, а при РС-132 – 300 мм.
През 1934 г. ГДЛ е обединена с московската ГИРД (Група за Изучаване на Реактивното Движение), където отива с вече разработените осколъчен снаряд РС-82 и осколъчно-фугасния РС-132. Новообразуваният РНИИ (на руски: Реактивный институт (научно-исследовательский), Реактивен институт, научноизследователски), по-късно НИИ-3) продължава доработката и изпитанията на реактивните снаряди. Проведени са стрелби и от самолети И-15 и И-16 (в периода 1935 - 1938 г.), както и от наземни пускови установки (през 1937-1938 г.). Въздушните изпитания са признати за успешни и това довежда до приемането на РС-82 на въоръжение през декември 1937 г. и на РС-132 през юли 1938 г. (за бомбардировачите СБ). При наземните изпитания нещата не вървят така добре. Артилерийското управление на Червената армия и Народния комисариат по отбраната (Министерството на отбраната) гледат на новите снаряди с недоверие и предубеждение. Те ги сравняват с обикновените артилерийски снаряди, като изтъкват неикономичността и по-голямото разсейване на реактивните. Затова в началото РС-82 и РС-132 са разглеждани само като авиационно въоръжение. Това продължава до създаването през 1939 - 1941 г. на пусковите установки „Катюша“.

## РС-82
Първото бойно използване на РС-82 е на 20 август 1939 г. в хода на боевете при Халхин-Гол. На този ден експериментална група от пет изтребителя И-16, въоръжена с новото оръжие, при изпълнение на задача за близка въздушна поддръжка на наземните войски, се сблъсква с група японски самолети. По заповед на командира на групата, капитан Н. Звонарьов, съветските изтребители изстрелват залпово ракетите си по японските самолети от разстояние около километър. В резултат са свалени два противникови изтребителя. Групата, въоръжена с реактивни снаряди, извършва 85 бойни полета от 20 август до 15 септември и води 14 въздушни боя, сваляйки 13 японски самолета. Японците са заинтересовани от новото оръжие, но така и не успяват да го разгадаят – стигат до извода, че руснаците са намерили начин да използват 76-мм артилерийски оръдия на самолети.
РС-82 в качеството им на авиационно оръжие са използвани и през Зимната война, както и през цялата Втора световна война, след влизането на СССР в нея. Носители са различни типове самолети - почти всички типове съветски изтребители, щурмовиците Ил-2, както и някои бомбардировачи (ранните версии на Пе-2).
За реактивните снаряди РС-82 са разработени наземните пускови установки от семейството БМ-8 – БМ-8-24, БМ-8-36 и БМ-8-48, различаващи се както по вида на пусковата установка и броят на снарядите в залпа, така и по носителя, на който са монтирани. Снарядът РС-82 предназначен за наземно използване носи обозначението М-8. Освен горепосочените РСЗО за снаряда М-8 са разработени преносими пускови установки за планинските части, пускови установки за монтиране на автомобили, бронирани влакове и речни катери

### Варианти
- РС-82 – Базовият модел на снаряда, приет на въоръжение през 1939 г.

- М-8 – Вариант на снаряда за използване от наземни пускови установки.

- РБС-82 – Бронебоен вариант, приет на въоръжение през 1942 г.

- РОС-82 – Реактивен осколъчен снаряд

- РОФС-82 – Реактивен осколъчно-фугасен снаряд

- ЗС-82 – Запалителен реактивен снаряд.

### Тактико-технически характеристики
| ТТХ                                         | РС-82 |
| ------------------------------------------- | ----- |
| Калибър, мм                                 | 82    |
| Дължина, мм                                 | 600   |
| Тегло на вривното вещество, кг              | 0,36  |
| Тегло на горивото, кг                       | 1.1   |
| Тегло на снаряда, кг                        | 6.8   |
| Максимална скорост м/с                      | 340   |
| Далекобойност, м                            | 6200  |
| Радиус на плътно поразяване на осколките, м | 6 – 7 |

## РС-132
Първото бойно използване на РС-132 като авиационно оръжие е през Зимната война 1939 - 1940 г., когато 6 бомбардировача СБ, оборудвани с пускови установки за по десет РС-132, оказват поддръжка на наземните войски. По-късно с по 8 реактивни снаряда от този тип са оборудвани и щурмовиците Ил-2.
Реактивните снаряди РС-132 намират по-масово приложение като боеприпас за бойната машина БМ-13, най-известната от семейството на „Катюшите“. Бойната машина е приета на въоръжение на 22 юни 1941 г. и изстрелва 16 РС-132 (обозначението им като снаряди с наземно базиране е М-13) в залп. Както при РС-82 (М-8) за тези реактивни снаряди са разработени пускови установки, които се монтират на бронирани влакове и речни катери. Първият залп в бойни условия с тях е на 14 юли 1941 г. по железопътен възел Орша. Ефектът надминава всички очаквания и се взима решение за вкарването в масово производство на снарядите и бойните машини.

### Варианти
- РС-132 – Базов модел на реактивния снаряд, приет на въоръжение през 1939 г.

- РБС-132 – Бронебоен вариант на снаряда, на въоръжение от 1942 г.

- РОФС-132 – Вариант с осколъчно-фугасна бойна част.

- РОС-132 – Вариант с осколъчна бойна част.

- ЗС-132 – Запалителен вариант на реактивния снаряд.

- М-13 – Варианта на снаряда за наземно базиране, създаен на базата на РОФС-132.

- М-13УК – Модификация на М-13 с подобрена групираност на попаденията и повишена до 7900 м далечина на стрелбата.

### Тактико-технически характеристики
| ТТХ                                         | РС-132 |
| ------------------------------------------- | ------ |
| Калибър, мм                                 | 132    |
| Дължина, мм                                 | 845    |
| Тегло на вривното вещество, кг              | 0,9    |
| Тегло на горивото, кг                       | 3.8    |
| Тегло на снаряда, кг                        | 23.0   |
| Максимална скорост м/с                      | 350    |
| Далекобойност, м                            | 7100   |
| Радиус на плътно поразяване на осколките, м | 9 – 10 |